# Jean Bernard Triest
Jean Bernard Triest (Brugge, 3 maart 1670 - aldaar, 5 mei 1743), heer van Ter Walle, was burgemeester van Brugge.

## Levensloop
Triest behoorde tot een adellijke familie waarvan de adellijke titels vanaf het begin van de zeventiende eeuw in de familie kwamen. Leden van de familie Triest oefenden gemeentelijke functies uit in Gent en Lovendegem.
Jean-Bernard was een kleinzoon van François Triest die met de Brugse Marie-Anne Anchemant trouwde en zich in Brugge vestigde. Hij was een zoon van Antoine Triest en van Isabelle d'Anthin. Deze Antoine werd actief in het bestuur van de stad Brugge, eerst als raadslid en in 1674 als burgemeester van de raadsleden. Jean-Bernard volgde in zijn voetsporen.
Zoals vele van zijn familieleden was hij actief als stedelijk bestuurder, meer bepaald in Brugge, en dit van 1706 tot aan zijn dood. Hij oefende de volgende functies uit:
- schepen in 1706,
- raadslid in 1707,
- burgemeester van de raadsleden tussen 1711 en 1741 (gedurende 16 jaar),
- burgemeester van de schepenen van 1721 tot 1731 en nogmaals in 1742-43.

Tijdens de uitoefening van dit laatste ambt overleed hij.
Triest was in 1690 getrouwd met de Nieuwpoortse Claire van Houcke en, na haar overlijden, trouwde hij in 1719 met Eleonore van den Berghe († 1748), weduwe van Louis Le Poyvre. Hij had een dochter uit het eerste en drie zoons uit het tweede huwelijk.